# Trichoptilus scythrodes
Trichoptilus scythrodes là một loài bướm đêm thuộc họ Pterophoridae. Nó được tìm thấy ở Úc, bao gồm New South Wales và Nam Úc.